# Miguel Leitão de Andrada

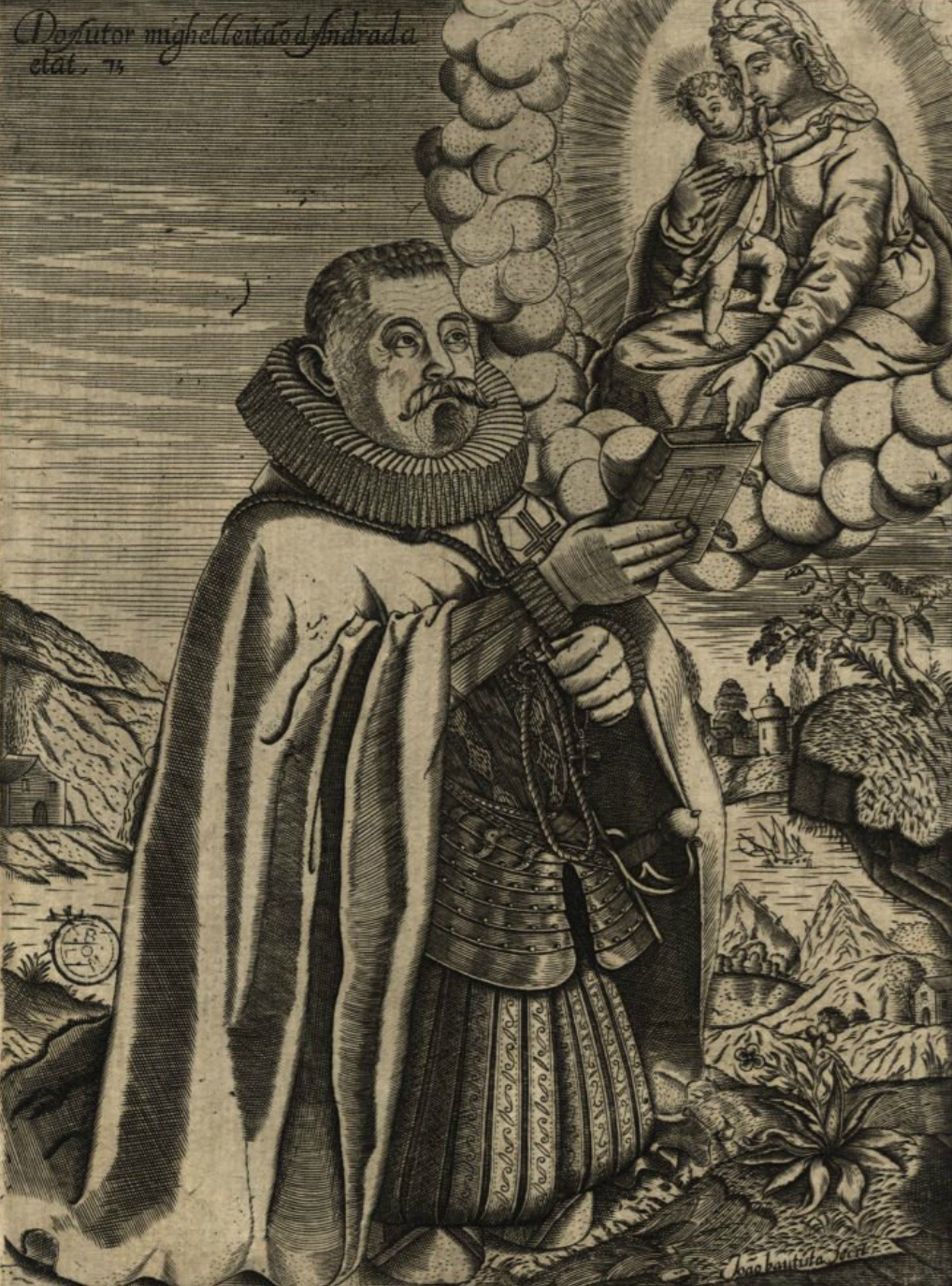
Miguel Leitão de Andrada, c. 1628.

Miguel Leitão de Andrada (Pedrógão Grande, 28 de Setembro de 1553 – Lisboa, 7 de Setembro de 1630) foi um jurista e escritor português. É autor da obra intitulada “Miscelânea do sítio de Nossa Senhora da Luz do Pedrógão Grande: aparecimento de sua imagem, fundação do seu Convento e da Sé de Lisboa, com muitas curiosidades e poesias diversas”, publicada em 1629, um ano antes de falecer.

## Biografia
Estudou direito canónico, tendo acompanhado Sebastião I de Portugal em sua malograda jornada ao Norte da áfrica. Na batalha de Alcácer-Quibir (1578) caiu prisioneiro e foi levado para Fez. Negociada a sua libertação, regressou ao reino onde veio a ser novamente detido, agora por Filipe II de Espanha, que o tomou por apoiante de António I de Portugal.

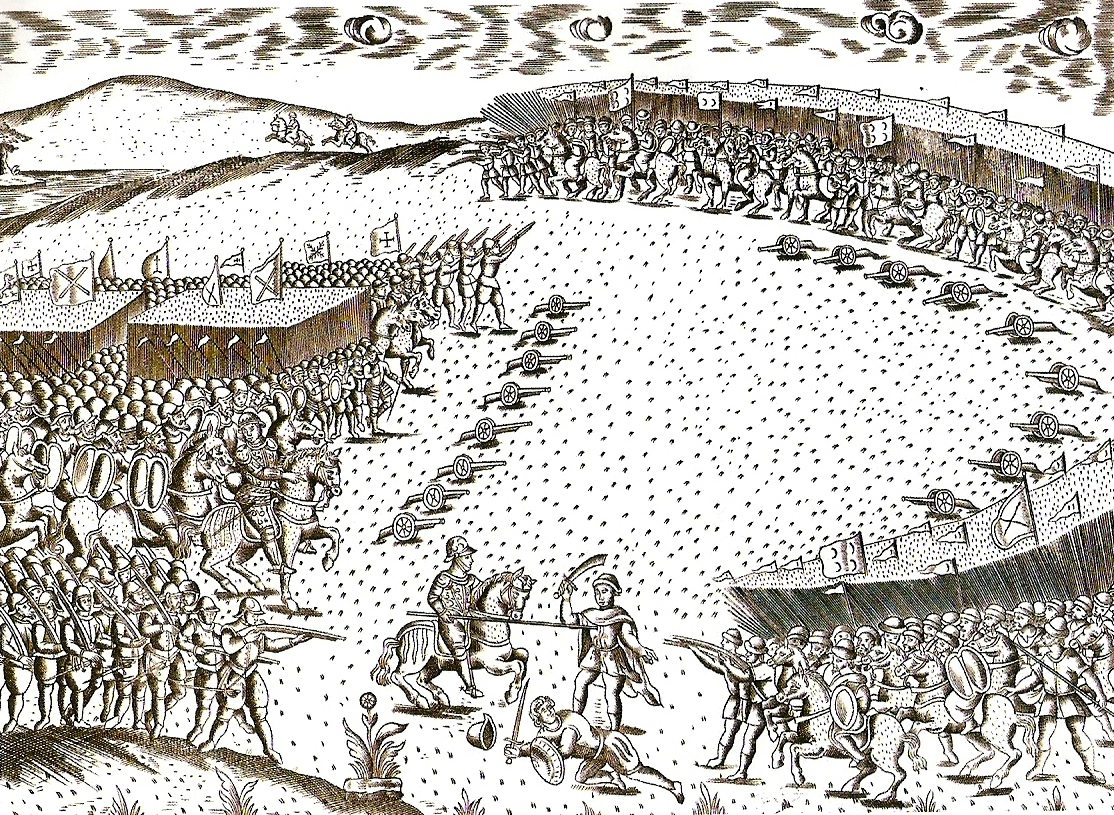
Esta é a única representação conhecida da batalha de Alcácer-Quibir in "Miscelânea" (1629): nele está ilustrado o exército português, numéricamente inferior, prestes a ser cercado pelas forças islâmicas.

Escreveu a sua Miscelânea em prosa e em verso, narrando os eventos de que foi testemunha presencial (sobretudo, em Alcácer-Quibir). A obra está dividida em dez diálogos, travados entre duas personagens - Galácio e Devoto -, que dão ao leitor, num registo vivo e pitoresco, muitas memórias curiosas, relativas sobretudo à fundação do Convento de Nossa Senhora da Luz e ao milagre aí perpetuado por Nossa Senhora, à conquista de Lisboa aos mouros por Afonso Henriques e à mítica batalha de Sacavém, entre outros.
Mais que um historiador no moderno sentido do termo, o autor é um corografista que descreve tradições, usos e costumes populares da sua terra natal, e a sua obra vale sobretudo do ponto de vista sócio-antropológico, mais do que historiográfico. Em sua obra abundam fatos lendários e miraculosos aos quais dá grande crédito, e histórias claramente falsas, muito devido aos seus próprios erros interpretativos (designadamente, no que toca à data da conquista de Lisboa, baseando-se para o efeito numa inscrição existente na Sé de Lisboa, onde devido a deficientes conhecimentos epigráficos, pretendeu ver no ano de 1154 o da conquista da cidade).
Um dos maiores críticos à obra de Miguel Leitão de Andrada, à moralidade da sua vida e à credibilidade da sua obra, foi Anselmo Braamcamp Freire, na obra "Brasões da Sala de Sintra" Freire refere nomeadamente os problemas judiciais e sociais enfrentados por Miguel Leitão por ter assassinado a terceira das suas quatro mulheres, crime que o levou a exílio temporário em Castela; a fantasia indocumentada da prosápia que se atribui aos Andradas de sua bisavó, indevidamente filiada nos condes galegos de Andrada e Vilalva; e finalmente a divertida e ingénua arrogância mística que o autor demonstra no seu testamento, ao condicionar a entrega dos bens que deixa à Misericórdia de Pedrógão à verificação de que esse legado pio, pela salvação dos seus pecados, fosse condicional à intercessão da Virgem para a sua admissão sem peias no Céu:
"Miguel Leitão, muito a sério, no seu testamento, com setenta e quatro anos de idade, isto é, com o pé na cova, lega sessenta mil réis a Nossa Senhora da Misericórdia do Pedrógão!, com a condição de alcançar do Senhor Seu Filho, Nosso Senhor Jesus Cristo, a salvação! Gostava eu de saber a quem competia verificar se a Legatária cumprira a cláusula, para lhe poder ser entregue o legado. Ai! meu Miguel Leitão, pouca confiança tinhas na Virgem, ou muito receavas a tua carga de pecados! (…) Caturrão! Sim, foste-o, mas ao fazer do teu testamento, e tratando da tua alma, tu, tão devoto, não pensavas na catarreira, não, e foi a sério, muito a sério, que deixaste os sessenta mil réis a Nossa Senhora com a condição de te salvar."
A obra de Miguel Leitão de Andrada conheceu três edições: a primeira, de 1629, uma de 1867, patrocinada pela Imprensa Nacional e uma terceira, de 1993, também com o selo da Imprensa Nacional-Casa da Moeda.
Escreveu ainda duas peças teatrais: Representação das Nove Musas e Dança das Nove Musas.
Segue-se um pequeno excerto do Segundo Diálogo da Miscelânea, versando sobre a necessidade de uma ponte sobre o rio Tejo:
Diálogo Segundo
Dá-se a razão do Mosteiro de Nossa Senhora dos Martyres de Sacavém. E da ponte de pedra que ali havia e poderia haver agora. […]
Galácio: Pois até aqui viemos andando por todo esse vosso gabado sítio do Convento de Nossa Senhora da Luz, apertemos o passo, que parece vai desamarrando esta barca de Sacavém.
Devoto: Ó da barca!
Galácio: Paciência, que há havemos de esperar que torne.
Devoto: Esta é uma cousa em que eu a perco, haver de estar Lisboa como enfeada com esta barca, tanto contra sua nobreza e comodidade de seus moradores e caminhantes, podendo tão facilmente haver aqui uma ponte de barcas como em Sevilha, a pouco custo ou sem algum.
Galácio: Alguma cousa deve haver nisso de por meio, pois se não faz, sendo notoriamente tão necessária e útil.
Devoto: Nenhuma, que eu saiba, se não se for por se não prejudicar à renda que o Duque de Bragança tem desta barca, que se lhe arrenda em trezentos mil réis cada anno, tendo-a visto muitos que hoje são vivos, andar arrendada em dez ou doze mil réis cada anno, e pagar a três réis cada pessoa a cavalo e agora a vintém, pelo grande descuido dos da Câmara de Lisboa.
Galácio: Não parece deve ser a causa isso que dizeis do Duque, que sendo hum príncipe tão grandioso, não lhe devem de vir em consideração essas pouquidades em respeito do bem commum e grandeza de Lisboa, à qual se lho pedisse lhe largaria muito facilmente esta barca.
Devoto: Se isto não é, menos o deve ser o que dizem, que por causa das naus a que neste rio se dá querena, porque além de que já aqui se lhe não dá, se não da banda dalém; era fácil abrir-se essa ponte, e passada a nau tornar-se a fechar, ou fazer-se onde as naus lhes pudessem dar essa querena para a banda do mar. Nem menos o deve ser a passagem dos barcos, que navegam o rio acima, que podiam tirar os mastros e passar; quanto mais, que os deste rio são tão pequenos, que com eles poderiam passar por debaixo da mesma ponte; pelo que a razão do Duque, me parece considerável se alguma o causa ou impede, e poderá isso ter remédio muito fácil. Que com esse meio rela que chamam da água, que novamente se impôs para a trazida de água ao rossio, em cada quartilho de vinho, e real em cada arrátel de carne, se poderia satisfazer ao Duque, e fabricar-se aqui uma ponte de barcas.
Galácio: Contudo, me parece muito custo haver-se de sustentar essa ponte, além do feitio dela.
Devoto: Não seria senão muito pouco; porque, que cousa são seis ou sete barcas, que podem durar trinta ou quarenta anos? quanto mais que só as cavalgaduras a três réis bastava bem a esse custo, porque também acudirão os gados a esta passagem.
Galácio: Também haveria dificuldades e brigas sobre essa paga.
Devoto: Se na barca isso não acontece, menos seria na ponte; quanto mais, que se poderia pôr na entrada uma porta, e cessaria esse inconveniente. E eu digo isto em caso que a cidade a não pudesse sustentar de graça, o que fora grande nobreza de Lisboa, a que primeiro se houvera de acudir, que a outras cousas menos necessárias e menos nobres. Pois vemos que quando Lisboa era nada, em comparação do que hoje é, tinha aqui ponte de pedra, segundo agora se parece nos pedaços de piares que dela ali vedes, desta banda e da outra.
Galácio: Isso seria há muitos mil anos, em tempo que este rio seria mais estreito, e menos fundo.
Devoto: A largura é a mesma, segundo mostram os vestígios dos piares que vedes, que chega o rio a eles e não passa; e quanto a profundidade, ainda que seja mais, o que não sabemos, contudo, bem se pudera refazer de pedra, que no fundo devem estar os alicerces ou bases dos piares; quanto mais, que a arte da arquitectura com dinheiro muito alcança e pode, para se fazer de hum só arco: pois dizem, que é infinita esta arte sem termo. E vemos que naquele tão famoso rio Danúbio, está ainda em pé a ponte que nele mandou fazer o Imperador Trajano, com quase todos os piares inteiros por cima da água cento e cinquenta pés, os vinte deles, que se parecem, e cada hum de sessenta pés de grossura, e o vão de cada arco de cento e sessenta pés. […] Por onde digno era da grandeza de Lisboa, haver aqui uma famosa ponte de pedra, ainda que se fintasse para isso todo o reino.
Galácio: Já nos contentáramos com ela de barcas.
Devoto: E eu dessa vos trato. Porém, ao que dissestes de se poder ter alargado este rio, o que aqui não fez, bem sei, que os rios vão comendo e abaixando as terras, e tenho pera mim que esses vales grandes e pequenos e essas várzeas e veigas espaçosas foram causadas das águas dos rios e enxurradas deles, e das cheias e chuvas, que vão comendo e levando a terra e descobrindo estas ossadas e penedias que o sol foi criando e coalhando debaixo da terra dela mesma. […] Porém aqui não há esses milhares de anos, que cuidais havia esta ponte: porque no tempo que el-Rei D. Afonso Henriques, primeiro de Portugal, cercou Lisboa e a tomou aos mouros, estando sobre ela teve aviso como a vinhão socorrer os mouros da comarca de Alenquer. E sabendo haviam de passar por esta ponte de Sacavém, lhes mandou tomar o passo com gente de cavalo (que não podia ser muita), os quais achando já os mouros, que quase todos a tinham passado, tiveram com eles uma muito perigosa e desigual batalha, porque sendo muito poucos e os mouros muitos, já a não puderam escusar sem se perderem, e deles houve uma muito assinalada vitória, neste plano. Onde disseram depois os mouros virão uma mulher que os cegava, e os desbaratou, que foi a Virgem Nossa Senhora, a cuja honra e por memória desta vitória se edificou aquela igreja que ali vedes. A a qual nestes anos reedificou Miguel de Moura, que foi hum dos cinco Governadores que el-Rei Philippe, primeiro deste reino, deixou nele, fundando ali aquele mosteiro tão religioso de Capuchinhas. E a esta igreja de Nossa Senhora dos Mártires, pelos cavaleiros que nela foram sepultados, que aqui nesta batalha pelejando foram mortos. Que naqueles tempos chamavam mártires a todos que pelejando contra mouros, eram mortos; como a igreja de Nossa Senhora dos Mártyres de Lisboa, que os Ingrezes fundarão neste cerco […] para enterrarem seus mortos. […]
Galácio: Por essa conta não serão passados muitos centos de anos, que aqui havia esta ponte, pois esse cerco e a tomada de Lisboa foi no ano de 1147, segundo se vê nos letreiros que estão na Sé de Lisboa e o dizem os cronistas todos, e o Padre Frei Bernardo de Brito, depois deles; e se essa ponte nesse ano estava inteira que se passava por ela como dessa batalha e passada dos mouros se corrige, e da tradição antiga e memórias, que disso há nesta igreja; e não devendo logo acabar-se, antes durar muitos anos essa ponte depois disso; fica claro, não serem, nem poderem ser passados muitos anos, ou centos de anos que durava essa ponte, e a havia aqui. Donde considero três cousas: primeira, a força do tempo em gastar e consumir tudo, até a memória do que foi. He que até as pedras têm também sua idade, pois vemos acabadas sem memória alguma, nem rasto, tantas cousas e tão grandes, que sabemos houve de edifícios e cidades. E quão depressa se acabou a memória de tudo, e de como a dessa ponte, de que parece não há outra, se não isso que me contais com estes pedaços que della vemos, por culpa de nossos passados ordinária daqueles tempos, sepultarem cousas grandes nas trevas do esquecimento, contentando-se com só a honra presente de as obrar. […].
Em 2006, a escritora Deana Barroqueiro, publicou o romance histórico "D. Sebastião e o Vidente", que tem Miguel Leitão de Andrada como personagem principal, em contraponto com O Desejado, obra escolhida pela Porto Editora para se lançar na ficção, premiada em 2007 e com edição comemorativa em 2016, pela Casa das Letras/Leya.